# Riserva naturale Scarlino
La riserva naturale Scarlino è un'area naturale protetta della provincia di Grosseto, in Toscana, istituita nel 1977.
Occupa una superficie di 51 ha sul crinale del Poggio Spedaletto, da cui si domina il golfo di Follonica.

## Flora
Nella riserva prevale la presenza della macchia mediterranea e una pineta di pino domestico, piantata artificialmente.